# Euliphyra
Euliphyra is een geslacht van vlinders van de familie Lycaenidae.

## Soorten
- E. leucyania (Hewitson, 1874)
- E. mirifica Holland, 1890